# Garsauritis ampliusmaculata
Garsauritis ampliusmaculata är en fjärilsart som beskrevs av Felix Bryk 1953. Garsauritis ampliusmaculata ingår i släktet Garsauritis och familjen praktfjärilar. Inga underarter finns listade i Catalogue of Life.